# Fowler (Kolorado)
Fowler – miasto w Stanach Zjednoczonych, w stanie Kolorado, w hrabstwie Otero.